# Keila-Joa herrgård

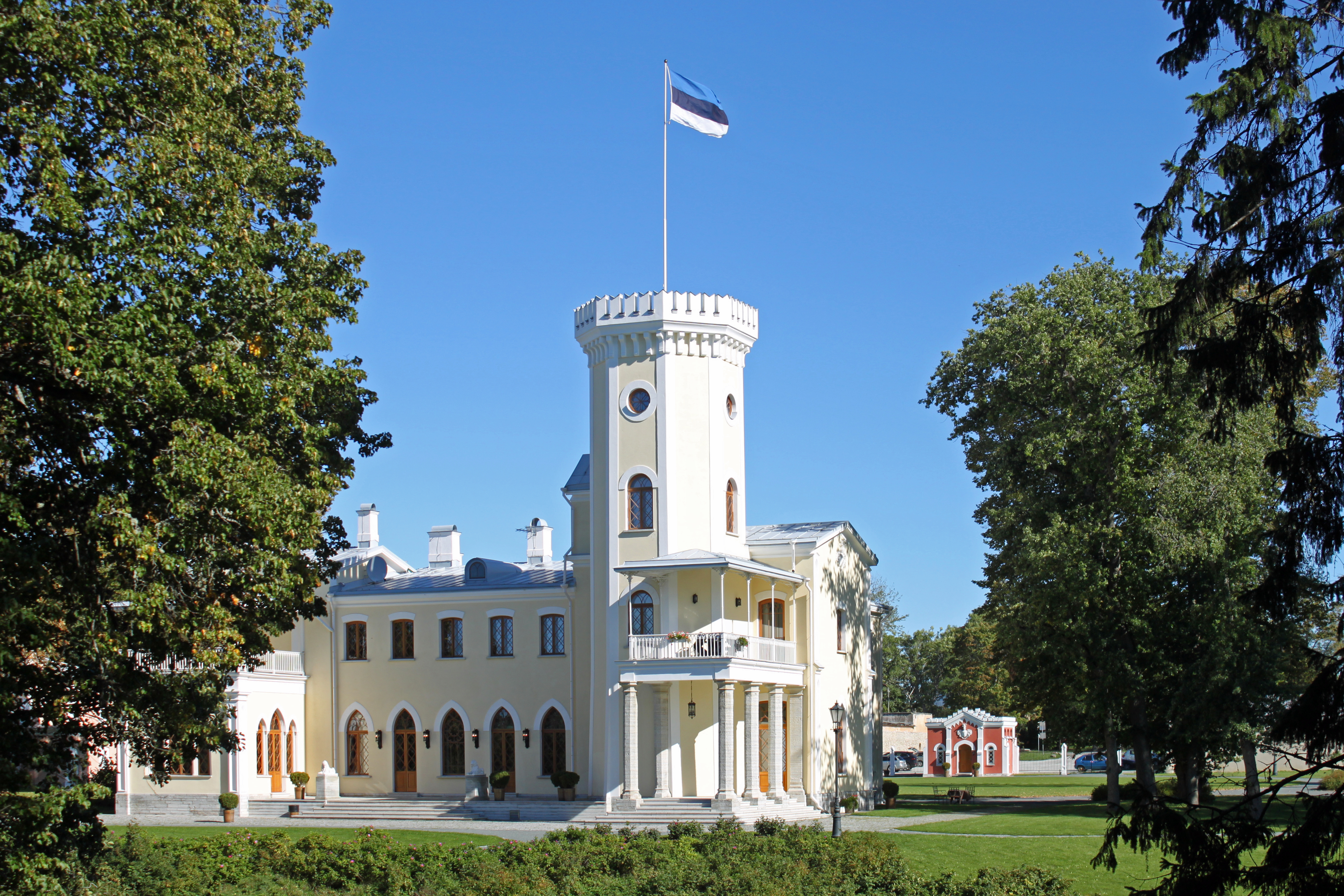
Herrgården, 2018

Keila-Joa herrgård är en estnisk lantegendom i Lääne-Harju kommun i landskapet Harjumaa. Den nuvarande huvudbyggnaden ritades i nygotik av  Andrej Stakenschneider och byggdes 1831–1833 som fritidsbostad för den ryske militären och ämbetsmannen Alexander von Benckendorff (1781–1844). Den uppfördes på Keilaälvens högra strand intill det sex meter höga och 65 meter breda Keilafallet.
Keila-Joa har sina rötter som mark, där Tyska orden byggde en kvarn. En herrgård byggdes troligen i början av 1600-talet och tillhörde först en gren av släkten Wrangel af Fall. Den köptes 1764 av riksrådet Berend Heinrich von Tiesenhausen (1703-1789), som ägde flera herrgårdar i Estland.
Alexander von Benckendorff köpte herrgården 1827. År 1837 köpte han också godset Merremois på älvens vänstra strand av Karl Uexküll och anlade där Keila-Joas herrgårdspark. Flera broar byggdes över floden, varav en, som såg ut som en violinstråke, ritades av kompositören och ingenjören Aleksej Lvov. 
Alexander von Benckendorff efterträddes 1869 som ägare av dottern Maria (1820–1881). Keila-Joa blev fideikommiss efter hennes död 1881 inom familjen Volkonsky till 1919, då gården omfattades av den estniska jordreformen. Ägare till herrgården var då prinsen Greger Petrovitj Volkonsky (1870–1940). 
Herrgården användes 1927–1940 av det estniska utrikesdepartementet. Under den ryska ockupationen efter andra världskriget var den i bruk av Röda armén. Den renoverades 2010–2016 och används sedan dess som hotell.

## Bildgalleri

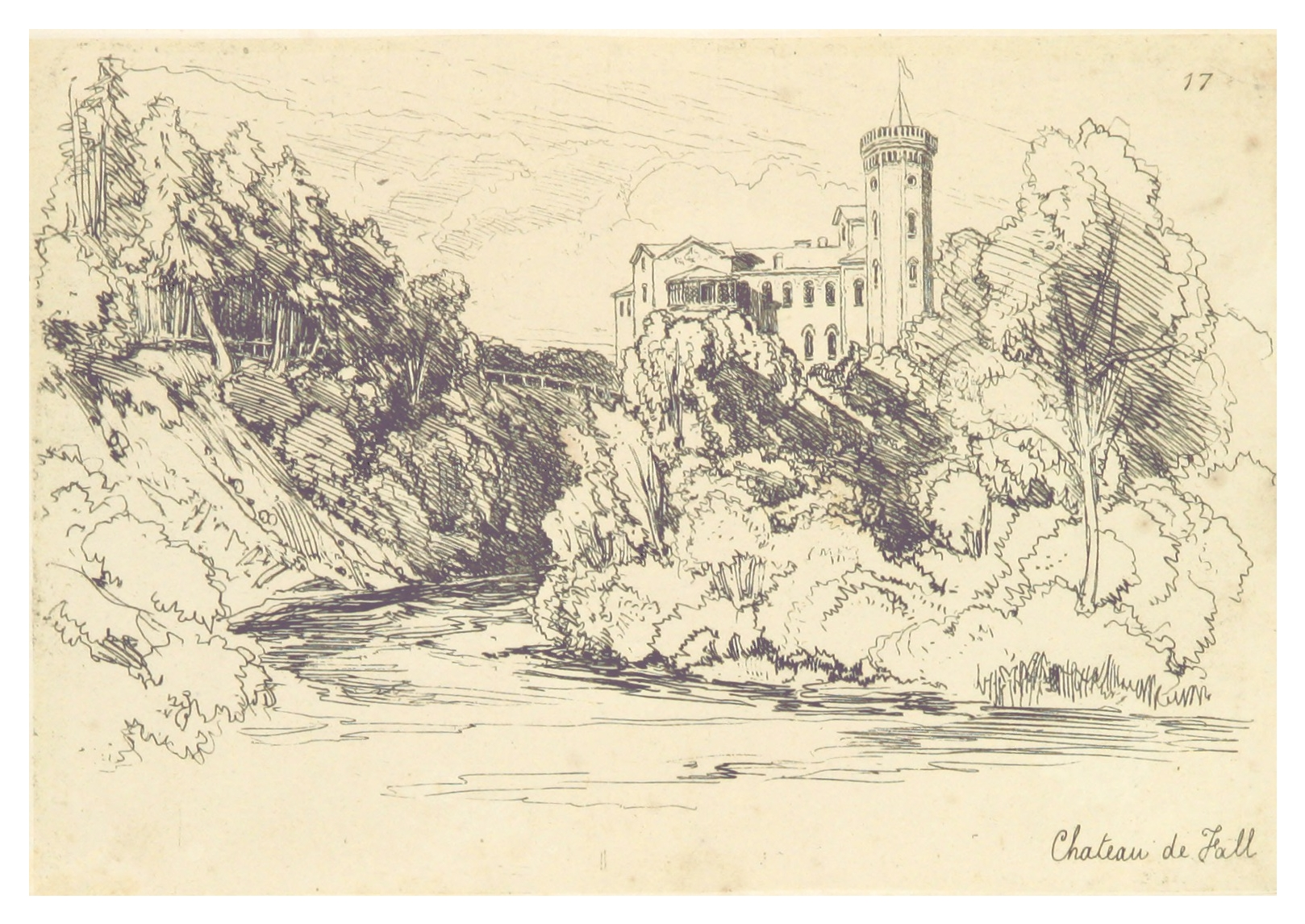
Huvudbyggnaden, 1840-talet
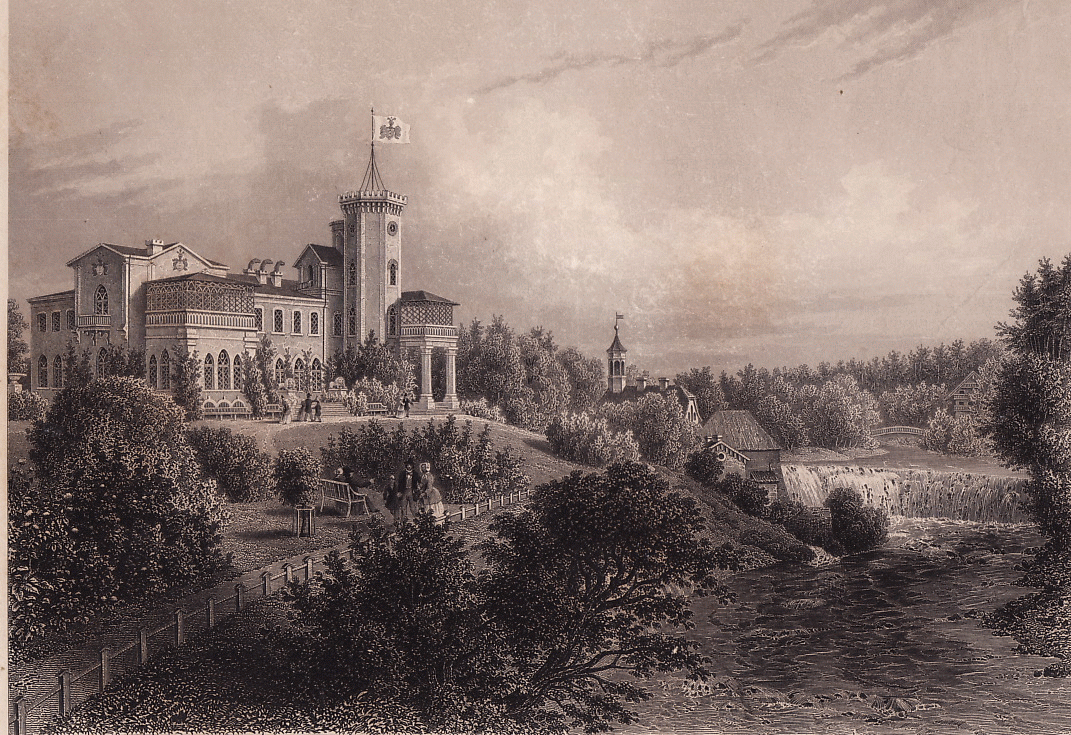
Huvudbyggnaden, 1866–1867
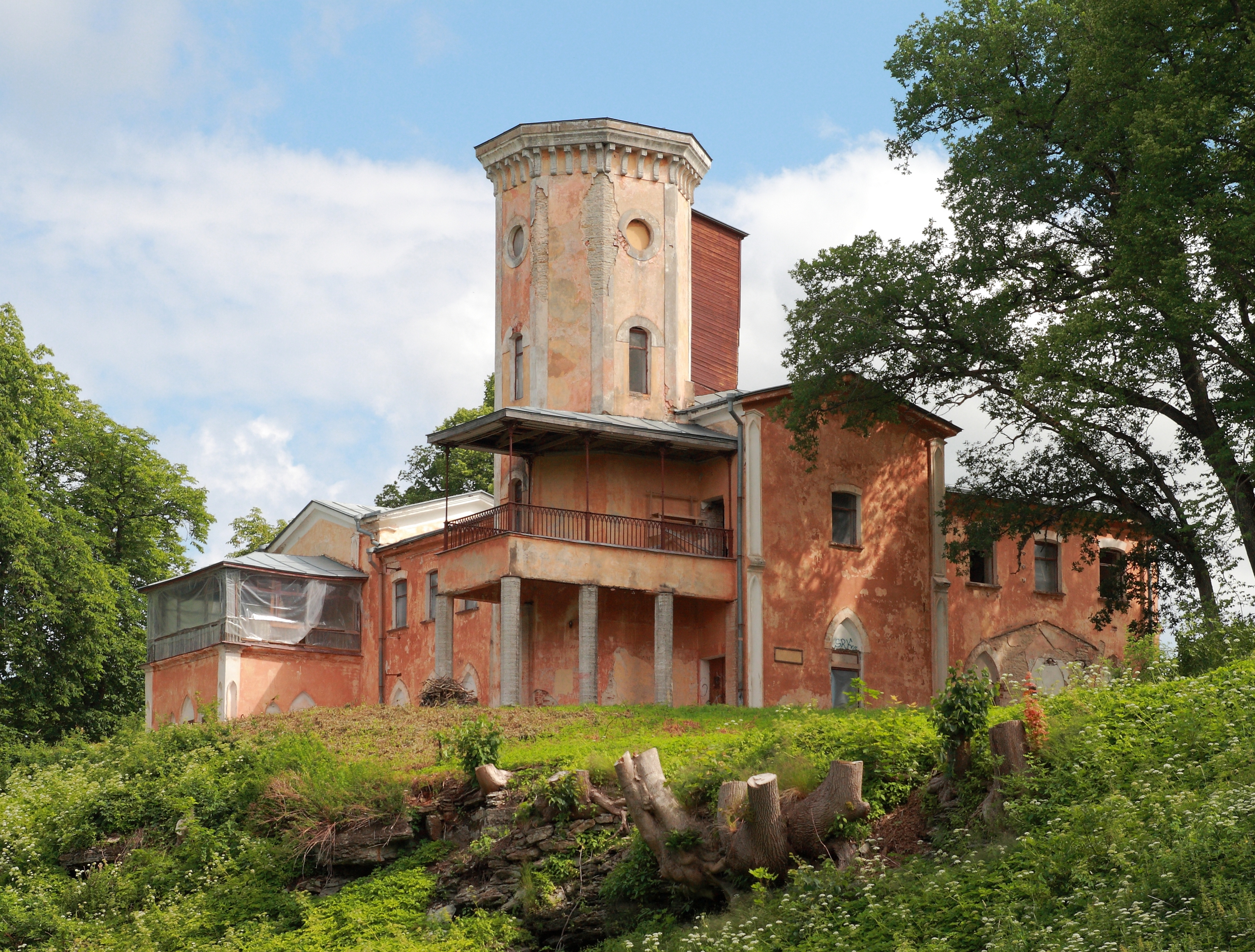
Herrgården, 2011
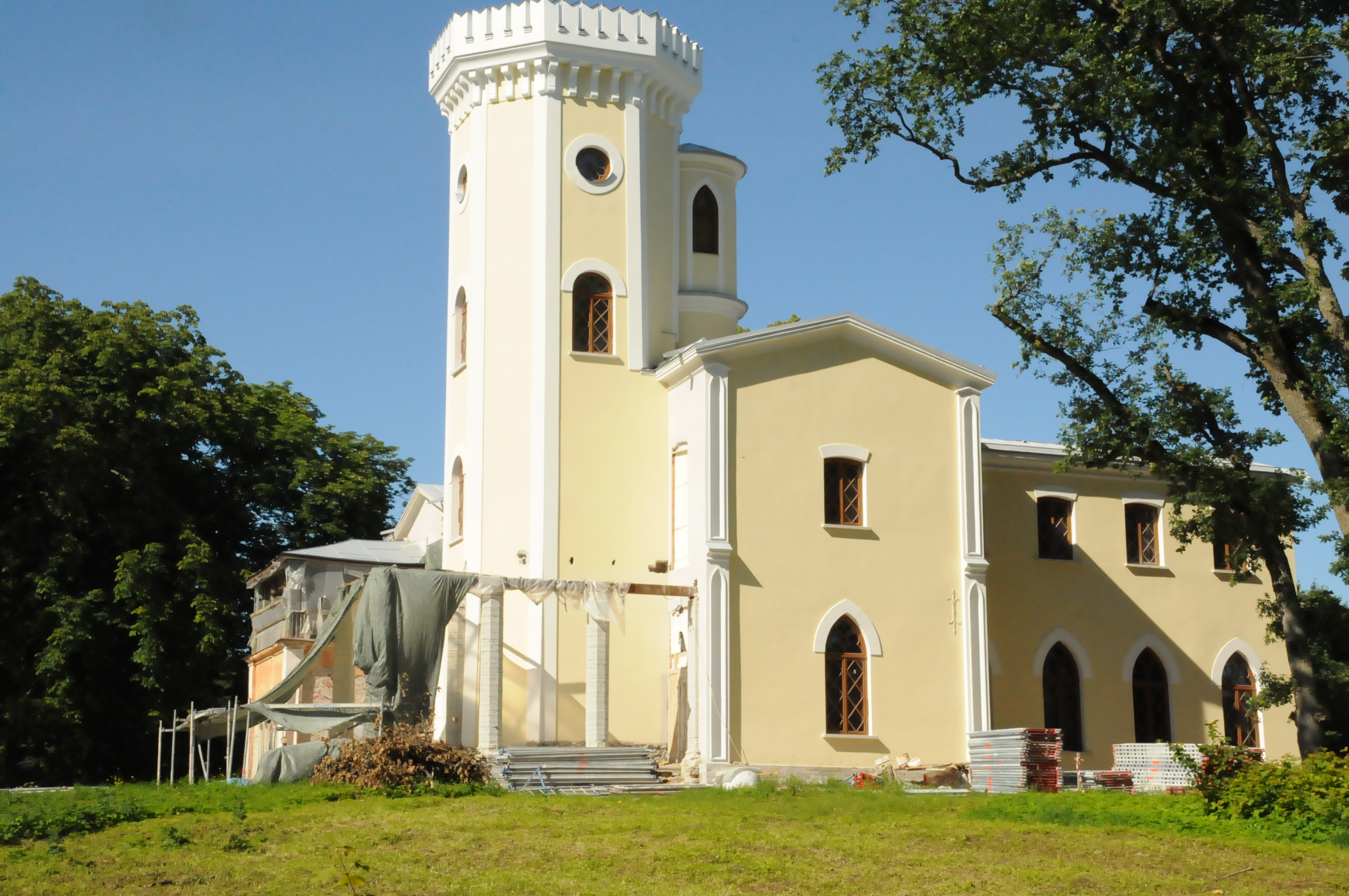
Efter restaurering, 2012
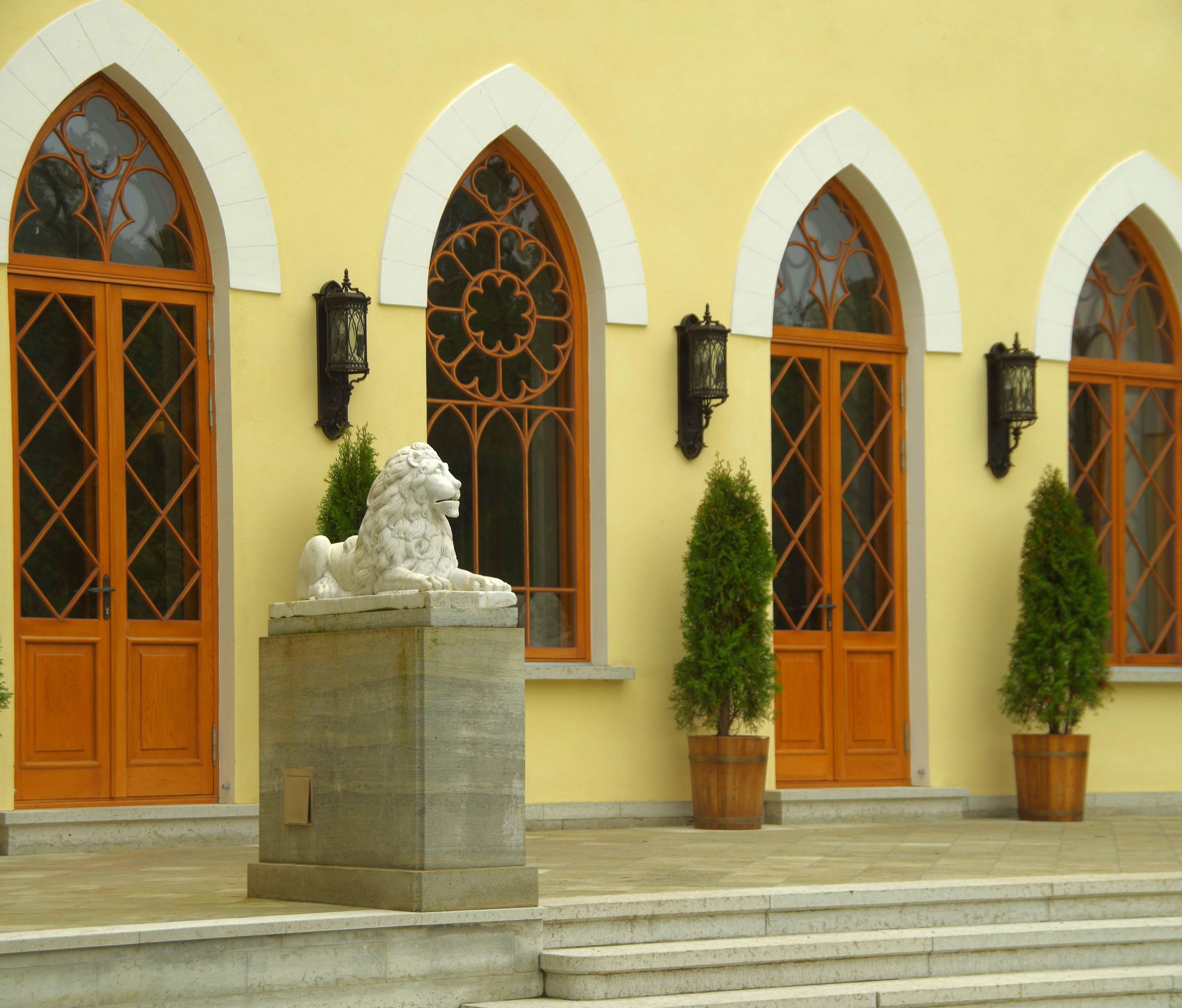
Baksidan av huvudbyggnaden
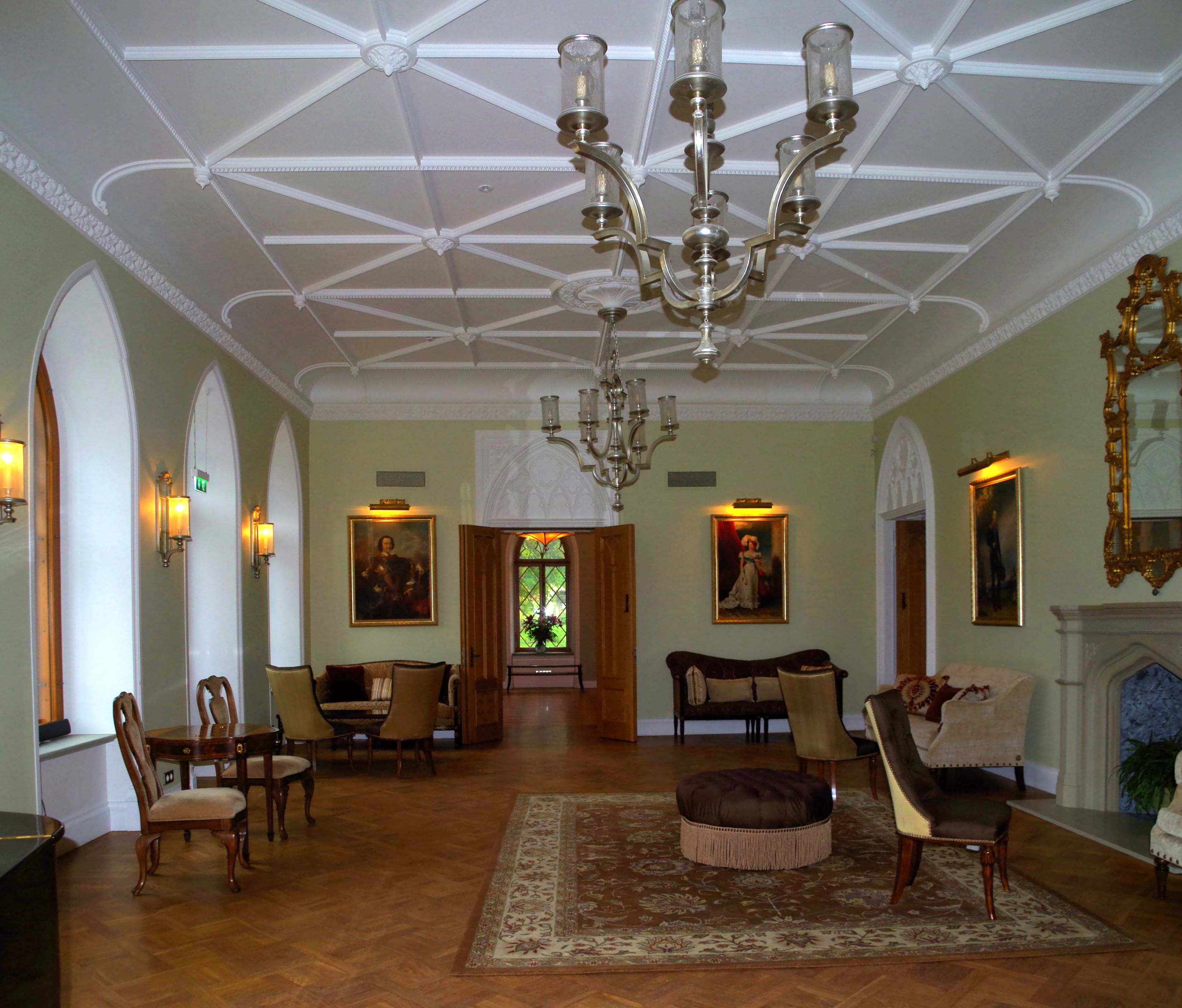
Interiör, 2015
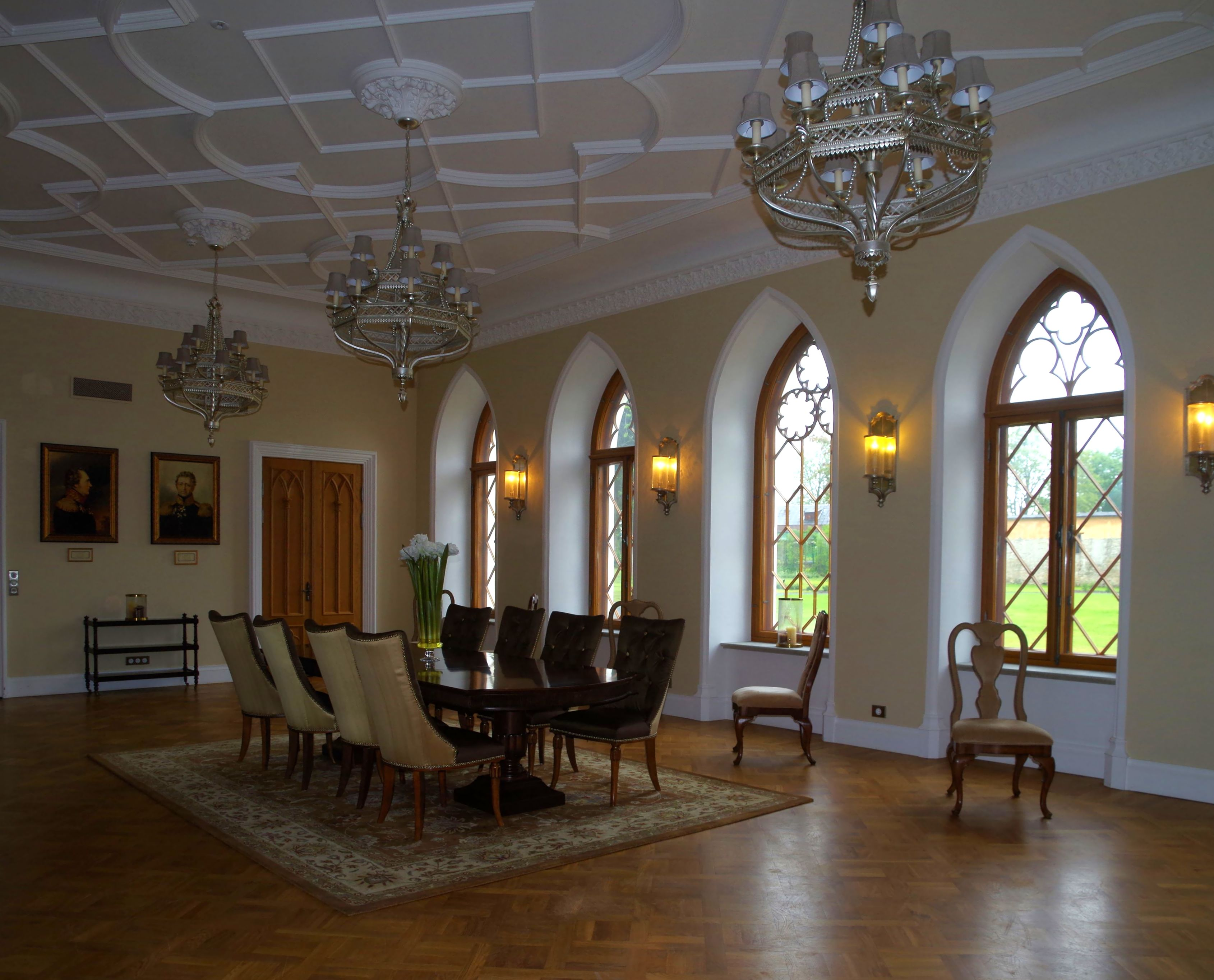
Interiör, 2015
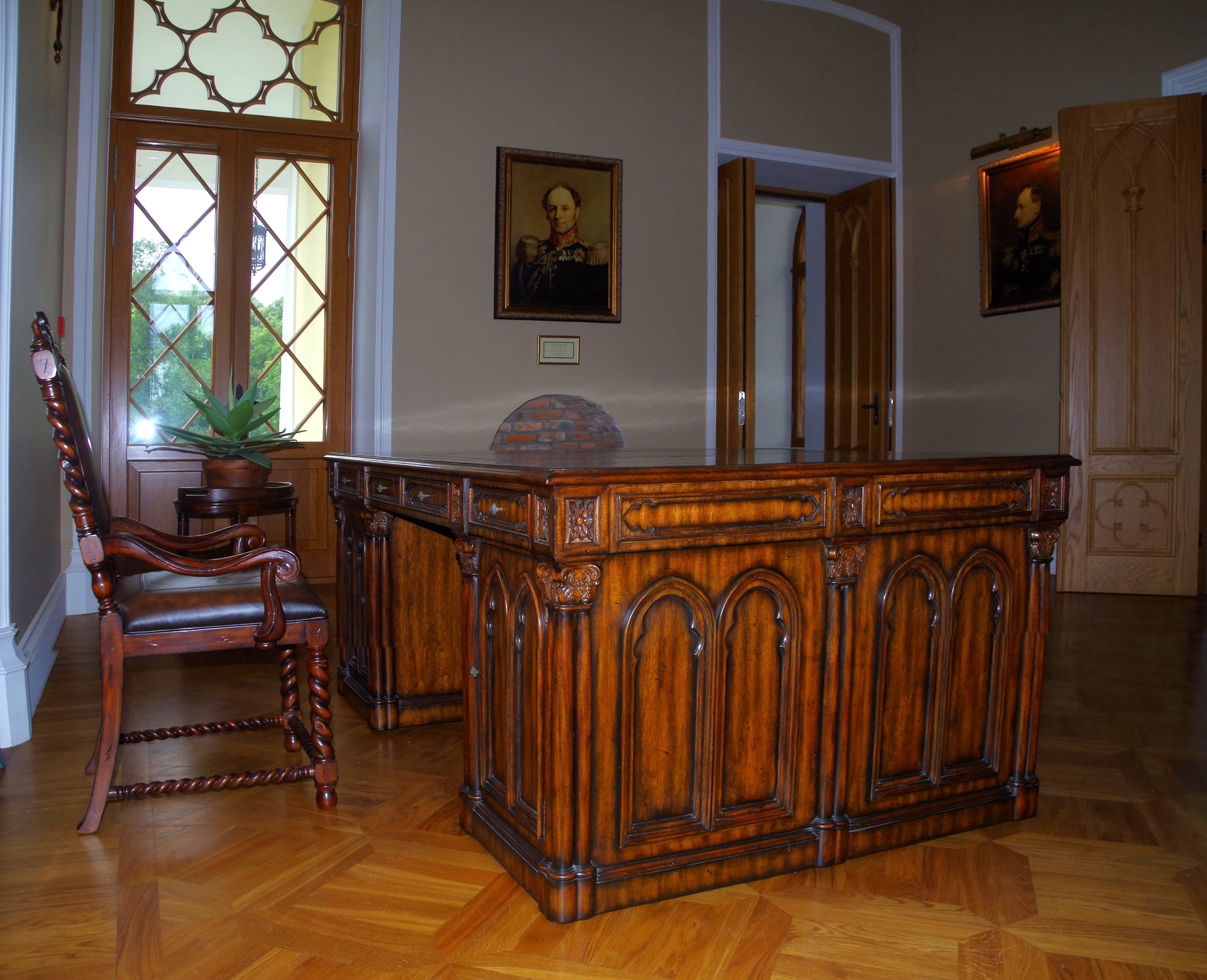
Von Benckendorffs kabinett, 2015
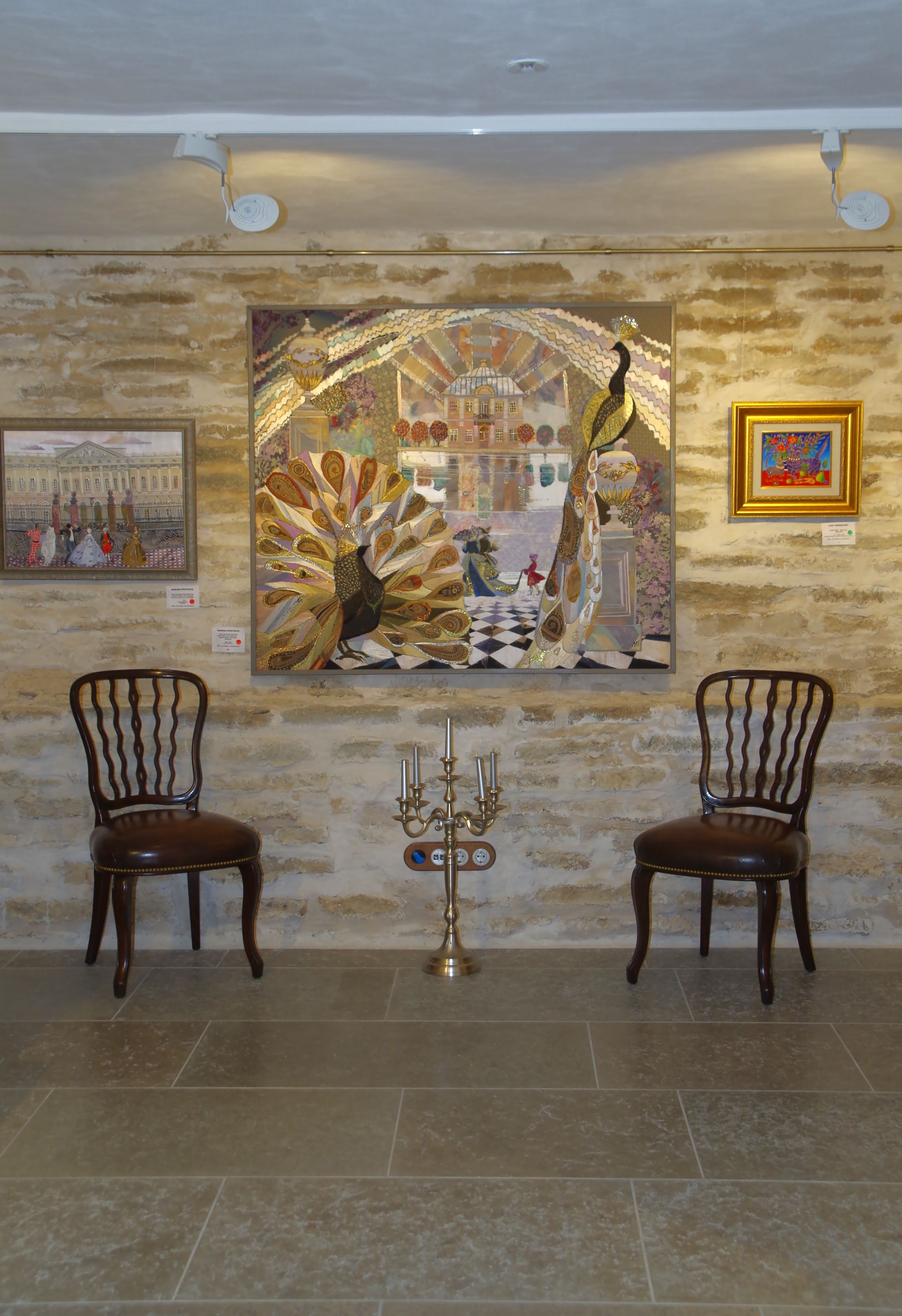
Källarvåningen